# Иван Палазов
 Тази статия е за гевгелийския просветен деец.  За кукушанина Иван Палазов вижте Иван Палазов (Кукуш).  
Иван Палазов е български просветен деец, учител от късното Българско възраждане в Македония.

## Биография
Роден е в южномакедонския град Гевгели, тогава в Османската империя. В 1888 година завършва с третия випуск Солунската българска мъжка гимназия. В 1891 - 1892 година е преподавател в Българското духовно училище в Цариград, като същевременно преподава и в четирикласното българско училище във Фенер. След това се завръща в Солун, където работи като български учител. От 1899 до 1902 година преподава в Солунската българска девическа гимназия. В 1905 - 1906 година преподава в Сярското българско педагогическо училище.